# Капитонова, Юлия Владимировна
Юлия Владимировна Капитонова (1935—2008) — советский и украинский учёный в области математики и кибернетики, доктор физико-математических наук (1976), профессор (1984). Заслуженный деятель науки и техники УССР (1991). Лауреат Государственной премии СССР (1977) и Государственной премии Украины в области науки и техники (1993, 2003).

## Биография
Родилась 21 ноября 1935 года в Ленинграде.
С 1953 по 1958 год обучалась на физико-математическом факультете Киевский государственный университет имени Т. Г. Шевченко.
С 1958 года на научно-исследовательской работе в Институте кибернетики Академии наук Украинской ССР — Национальной академии наук Украины в качестве аспиранта, младшего научного сотрудника, старшего и ведущего научного сотрудника, с 1982 года — заведующая отделом теории цифровых автоматов, Ю. В Капитонова занималась исследованиями в области математических вопросов проектирования электронно-вычислительных машин, являлась ученицей и последователем научных идей академика В. М. Глушкова.
Супруг — Алексеев, Анатолий Арсениевич (1936—2006) — украинский математик, кибернетик, профессор.
Скончалась 13 июня 2008 в Киеве.
Похоронена в колумбарии Байкового кладбища вместе с супругом и его матерью.

### Научно-педагогическая деятельность и вклад в науку
Основная научно-педагогическая деятельность Ю. В. Капитоновой была связана с вопросами в области математики и кибернетики, занималась исследованиями в области математической кибернетики и её истории, проектирования новых электронно-вычислительных машин и компьютерных средств. Под её руководством был разработан эффективный метод построения верификаторов из переменной структуры, была разработчиком методологии и методики моделирования программных систем, в том числе по спецификации аппаратной и программной части.
В 1965 году защитила кандидатскую диссертацию по теме: «Об изоморфизме и кодировании абстрактных автоматов», в 1976 году — докторскую диссертацию на соискание учёной степени доктор физико-математических наук по теме: «Вопросы проектирования вычислительных машин и специальных систем математического обеспечения». В 1984 году ВАК СССР ей присвоено учёное звание профессор. Ю. В. Капитонова являлась автором более двухсот научных трудов, в том числе основополагающих монографий в области математики и кибернетики. В 1977 году «за цикл работ по теории дискретных преобразователей и методам автоматизации проектирования ЭВМ, нашедшим применение в действующих системах» она была удостоена Государственной премии СССР в области науки и техники. В 1984 году за цикл работ «Математические основы проектирования и программирования вычислительных систем» она была удостоена Премии имени В. Глушкова АН УССР. В 1993 и в 2003 году за цикл работ Ю. В. Капитонова была удостоена Государственной премии Украины в области науки и техники.

## Основные труды
- Об изоморфизме и кодировании абстрактных автоматов / АН УССР. Ин-т кибернетики. — Киев: 1965. — 17 с.
- Вопросы проектирования вычислительных машин и специальных систем математического обеспечения. — Киев, 1974. — 288 с.
- Автоматизация проектирования ЭВМ: Материалы всесоюз. конф.: 19-23 дек. 1977 г. / Отв. ред. Ю. В. Капитонова. — Киев : Наук. думка, 1979. — 171 с.
- Автоматизация обработки математических текстов / АН УССР, Науч. совет по пробл. «Кибернетика», Ин-т кибернетики; редкол.: Ю. В. Капитонова (отв. ред.) и др. — Киев : ИК, 1980. — 82 с.
- Математическая информационная среда и проектирование систем искусственного интеллекта / В. М. Глушков, Ю. В. Капитонова, А. А. Летичевский. — Москва : [б. и.], 1980. — 15 с.
- Математические основы систем искусственного интеллекта / АН УССР, Науч. совет по пробл. «Кибернетика», Ин-т кибернетики; редкол.: Ю. В. Капитонова (отв. ред.) и др. — Киев : ИК, 1981. — 79 с.
- Автоматизация исследований в математике : Сб. науч. тр. / АН УССР, Науч. совет по пробл. «Кибернетика», Ин-т кибернетики им. В. М. Глушкова; Редкол.: Ю. В. Капитонова (отв. ред.) и др. — Киев : Ин-т кибернетики, 1982. — 98 с.
- Анализ и обработка математических текстов : Сб. науч. тр. / АН УССР, Науч. совет по пробл. «Кибернетика», Ин-т кибернетики им. В. М. Глушкова; Редкол.: Ю. В. Капитонова (отв. ред.) и др. — Киев : ИК, 1984. — 83 с.
- Методы алгоритмизации и реализации процессов решения интеллектуальных задач : Сб. науч. тр. / АН УССР, Науч. совет по пробл. «Кибернетика», Ин-т кибернетики им. В. М. Глушкова; Редкол.: Капитонова Ю. В. (отв. ред.) и др. — Киев : ИК, 1986. — 65 с.
- Математическая теория проектирования вычислительных систем / Ю. В. Капитонова, А. А. Летичевский. — М. : Наука, 1988. — 294 с. ISBN 5-02-013777-4
- Средства интеллектуализации кибернетических систем : Сб. науч. тр. / АН УССР, Ин-т кибернетики им. В. М. Глушкова, Науч. совет АН УССР по пробл. «Кибернетика»; Редкол.: Ю. В. Капитонова (отв. ред.) и др. — Киев : ИК, 1989. — 113 с. ISBN 5-7702-0007-3
- Интеллектуализация программного обеспечения информационно-вычислительных систем : Сб. науч. тр. / АН УССР, Ин-т кибернетики им. В. М. Глушкова, Науч. совет АН УССР по пробл. «Кибернетика»; Редкол.: Ю. В. Капитонова (отв. ред.) и др. — Киев : ИК, 1990. — 152 с. ISBN 5-7702-0039-1
- Решение задач в интеллектуальных компьютерных средах : Сб. науч. тр. / АН Украины, Ин-т кибернетики им. В. М. Глушкова, Науч. совет АН Украины по пробл. «Кибернетика»; Редкол.: Ю. В. Капитонова (отв. ред.) др. — Киев : ИК, 1991. — 128 с. ISBN 5-7702-0180-0
- Лекции по дискретной математике: Для студентов и аспирантов вузов / Капитонова Юлия Владимировна, д.ф.-м.н.: проф., лауреат Гос. премий СССР и Украины, Кривой Сергей Лукьянович, д.ф.-м.н., проф., Летичевский Александр Адольфович, д.ф.-м.н., проф., чл.-корр. НАН Украины, лауреат Гос. премий СССР и Украины, Луцкий Георгий Михайлович, д.т. н., проф. — СПб. : БВХ-Петербург, 2004. — 614 с. ISBN 5-94157-546-7[3]

## Награды
- Государственная премия СССР (1977 — «за цикл работ по теории дискретных преобразователей и методам автоматизации проектирования электронно-вычислительных машин, нашедшим применение в действующих системах»)[4]
- Заслуженный деятель науки и техники УССР (1991)[1][2]
- Государственная премия Украины в области науки и техники (1993, 2003)[1][2]
- Премия имени В. Глушкова АН УССР (1984 — За цикл работ «Математические основы проектирования и программирования вычислительных систем»)[5]